# 宮崎灼熱フェニックス
宮崎灼熱フェニックス（みやざきしゃねつフェニックス、英語表記：Miyazaki Shakunetsu Phoenix）は、宮崎県宮崎市に本拠地を置き、日本野球連盟に加盟している社会人野球のクラブチームである。愛称は「灼熱」。

## 概要
2016年12月1日に創部された、社会人野球チーム（硬式）である。立ち上げたのは、現監督の新名良盛と主将や部長を務めた武本大樹。2人は、宮崎ゴールデンゴールズ時代には、監督と主将を務めていた。クラブ名は、宮崎らしい“情熱的な太陽”と“フェニックス（ヤシの木）”とをイメージし、熱く真っすぐに野球に取り組む若者を育てたいという思いが込められていたという。
登録部員20名獲得のため奔走の後、翌2017年3月、正式に日本野球連盟に登録された。これによって、宮崎県に宮崎梅田学園硬式野球部、宮崎ゴールデンゴールズ、宮崎福祉医療カレッジに次ぐ、4つ目の社会人野球チームの誕生となった。代表兼監督に新名良盛、初代主将には武本大樹が就任した。
創部1年目には、全日本クラブ野球選手権大会宮崎県予選を勝ち抜き、九州予選に出場。本大会への出場経験もある佐賀魂に5－6（9回サヨナラ）と惜敗した。

## 沿革
- 2016年12月1日 - 創部
- 2017年3月29日 - 日本野球連盟に登録
- 2017年7月8日 - 公式戦初勝利（全日本クラブ野球選手権大会宮崎県予選　宮崎ゴールデンゴールズに4-0）
- 2017年8月5日 - 全日本クラブ野球選手権大会九州予選初出場（佐賀魂に5-6）

## 主要大会の出場歴・最高成績
- 全日本クラブ野球選手権大会九州予選 - 出場1回（2017年）